# 어릿광대줄무늬풀밭쥐
어릿광대줄무늬풀밭쥐(Lemniscomys macculus)는 쥐과에 속하는 설치류의 일종이다. 콩고민주공화국와 에티오피아, 케냐, 남수단, 우간다에서 발견되며 르완다에서도 서식하는 것으로 추정된다. 자연 서식지는 습윤 사바나 지역과 아열대 또는 열대 기후 지역의 계절성 습윤 또는 홍수림 저지대 초원 지역이다.